# خانه والیبال تهران
خانه والیبال تهران یک سالن ورزشی مخصوص ورزش والیبال در شهر تهران است.
این سالن که ظرفیت آن ۱۵۰۰ نفر و در خیابان حجاب قرار دارد، میزبان مسابقات باشگاه‌های والیبال تهرانی در لیگ ایران است.